# François-Thomas Germain
François-Thomas Germain (1726 – 1791) è stato un argentiere francese.

## Biografia
Germain ricevette commissioni da reali europei e ottenne il titolo di argentiere e scultore reale del re di Francia.
Nel 1765, Germain infranse il regolamento dell'associazione lavorando con alcuni finanzieri per ricevere alcuni debiti a lui dovuti, poiché gli era stato concesso di lavorare solo con i suoi colleghi fabbri. Per questo fu costretto a rassegnare le dimissioni e dichiarare bancarotta.
Germain morì, fuori dall'occhio pubblico, nel 1791. Ultimo discendente della sua illustre famiglia a servire come fabbro reale. Molte delle sue opere ora sono conservate in musei e collezioni private.
Stranamente, a causa della Rivoluzione francese, la maggior parte della sua produzione ora non appartiene alla Francia.

## Nella cultura di massa
Germain è raffigurato come Gran Maestro Templare, e principale antagonista, nel videogioco del 2014 Assassin's Creed: Unity.